# Arturo Fontaine Aldunate
Arturo Fontaine Aldunate (Viña del Mar, 31 de agosto de 1921-Santiago, 17 de mayo de 2010) fue un abogado, periodista, académico, investigador, ensayista y político chileno de corte nacionalista-conservador. Fue miembro de la Asociación Nacional de Estudiantes Católicos, en donde fue discípulo del intelectual nacionalista Jaime Eyzaguirre.
Destacó por ser embajador de su país en Argentina durante la dictadura militar de Augusto Pinochet y Premio Nacional de Periodismo 1975. Por casi cuatro años, fue director del diario santiaguino El Mercurio.

## Inicios
Cursó sus humanidades en los colegios Sagrados Corazones de Valparaíso y Santiago. Posteriormente ingresó a la carrera de derecho en la Universidad de Chile, donde se tituló en el año 1947 con la tesis La noción de buenas costumbres en derecho civil chileno.
Contrajo matrimonio con Valentina Talavera Balmaceda, con quien tuvo siete hijos: Arturo, Juan Andrés, Hernán, María Valentina, María de la Paz, Bernardo y María Cecilia. Como esposo de su tía, fue tío político del empresario y senador Francisco Javier Errázuriz Talavera.
Desde joven desarrolló en paralelo las actividades jurídicas y periodísticas, estas últimas en publicaciones de corte nacionalista y conservador. Entre 1951 y 1963 mantuvo un estudio de abogados con el civilista Guillermo Pumpin.

## Actividad pública
En 1954 asumió como subsecretario de Hacienda del Gobierno del presidente Carlos Ibáñez del Campo, colaborando estrechamente con el entonces ministro Jorge Prat.
En 1963, desde El Diario Ilustrado, pasó al diario capitalino El Mercurio, empresa de la que llegaría a ser director entre 1978 y 1982, en plena dictadura militar del general Augusto Pinochet, tras el fallecimiento de René Silva Espejo.
En 1975 le fue concedido el Premio Nacional de Periodismo.
Debió renunciar a El Mercurio después de escribir una célebre columna Semana Política titulada Malos días, en la que criticaba el manejo económico de la dictadura militar.
Entre 1984 y 1987 fue embajador de su país en Argentina a pedido del propio Pinochet.
Ganador del premio Aurora de Chile, en 2006, durante sus  últimos años se dedicó a realizar diversas publicaciones, además de integrar el consejo directivo del Centro de Estudios Públicos (CEP), cargo que ejerció hasta su deceso, a los 88 años de edad.

## Obras
- ¿Cómo llegaron las Fuerzas Armadas a la acción del 11 de septiembre de 1973? (1974)
- Más allá del Leviatán (1979)
- Responsabilidad y función del periodismo (1980)
- Bello, formador de opinión pública (1980)
- Los economistas y el Presidente Pinochet (1988)
- Todos querían la revolución. Chile 1964-1973 (1999)
- La Tierra y el Poder, Reforma Agraria en Chile (1964-1973) (2001)
- Apuntes políticos (2003)